# Domingo Tejero Pérez
Pour les articles homonymes, voir Tejero et Pérez.
Tejero  Pérez est un nom espagnol. Le premier nom de famille, en général paternel, est Tejero ; le second, en général maternel, souvent omis, est Pérez.
Domingo Tejero Pérez, né à Oviedo (Espagne) le 18 août 1913 et mort le 10 octobre 1942 à Paris, est un républicain espagnol engagé dans la résistance française durant la Seconde Guerre mondiale.

## Biographie
Domingo Tejero Pérez passe sa jeunesse à Madrid, où il est mobilisé en août 1936 pour la guerre d'Espagne.
Il est membre de l'Union générale du travail (UGT).
Lors de la Retirada, il rejoint la France par Cerbère le 15 avril 1939. Il est interné au camp de concentration de Saint-Cyprien.
Les autorités françaises l'envoient travailler à l'usine d’aviation Dewoitine de Toulouse, puis l'internent de nouveau au camp du Champ de Mars à Perpignan, puis au Barcarès.
Il rejoint ensuite la région parisienne. Il entre dans la résistance française et fait partie d’un groupe des FTP-MOI.
Il mène avec son groupe plusieurs actions à Bordeaux et à Paris. Le 26 juillet 1942, lui et ses camarades blessent grièvement un officier allemand nazi, avenue Secrétan.
Il est arrêté le 9 octobre par deux inspecteurs de la BS2 sur la place du Danube, dans le 19e arrondissement. Ils l'emmènent au poste de police de la place Armand-Carrel. En chemin, il se rebelle et s’enfuit par la rue Manin, en direction de la rue de Crimée. Les policiers tirent et le touchent quatre fois.
Il décède des suites de ses blessures à la suite de son interrogatoire, à l’hôpital Saint-Louis, à Paris (10e arrondissement).

## Postérité
- Une plaque commémorative votée à l'unanimité du Conseil de Paris est apposée au 6, rue Manin, sur les grilles du Parc des Buttes-Chaumont, dans le 19e arrondissement[6].